# Golfe nos Jogos Olímpicos de Verão de 2020 - Qualificação
Este artigo detalha a fase de qualificação do golfe nos Jogos Olímpicos de Verão de 2020. (As Olimpíadas foram adiadas para 2021 devido à pandemia de COVID-19). A qualificação será baseada no ranking da Federação Internacional de Golfe.
A qualificação será baseada no ranking (Ranking Mundial de Golfe Oficial para homens, Ranking Mundial de Golfe Feminino para mulheres) em 21 de junho de 2021 (homens) ou 28 de junho de 2021 (mulheres), com o total de 60 golfistas qualificados por gênero. Os 15 melhores jogadores de cada gênero estarão qualificados, com o limite de quatro golfistas por nação que consiga se qualificar desta maneira. As vagas restantes irão para os atletas de melhor ranking de países que ainda não tiverem dois golfistas qualificados, com o limite de dois por nação. A IGF garantiu que pelo menos um golfista do país-sede terá vaga, além de pelo menos um golfista de cada continente (África, Américas, Ásia, Europa e Oceania). A IGF postará listas semanais de qualificados por gênero com base no ranking.

## Atletas qualificados

### Masculino
O ranking final de qualificação feminina foi liberado em 22 de junho de 2021.
| Posição | Nome                       | Nação               | Ranking mundial |
| ------- | -------------------------- | ------------------- | --------------- |
| 1       | Jon Rahm                   | ESP Espanha         | 1               |
| 2       | Justin Thomas              | USA Estados Unidos  | 3               |
| 3       | Collin Morikawa            | USA Estados Unidos  | 4               |
| 4       | Xander Schauffele          | USA Estados Unidos  | 5               |
| 5       | Bryson DeChambeau          | USA Estados Unidos  | 6               |
| 6       | Rory McIlroy               | IRL Irlanda         | 10              |
| 7       | Viktor Hovland             | NOR Noruega         | 14              |
| 8       | Hideki Matsuyama           | JPN Japão           | 16              |
| 9       | Paul Casey                 | GBR Grã-Bretanha    | 20              |
| 10      | Abraham Ancer              | MEX México          | 23              |
| 11      | Im Sung-jae                | KOR Coreia do Sul   | 26              |
| 12      | Cameron Smith              | AUS Austrália       | 28              |
| 13      | Joaquín Niemann            | CHI Chile           | 31              |
| 14      | Tommy Fleetwood            | GBR Grã-Bretanha    | 33              |
| 15      | Corey Conners              | CAN Canadá          | 36              |
| 16      | Garrick Higgo              | RSA África do Sul   | 38              |
| 17      | Shane Lowry                | IRL Irlanda         | 42              |
| 18      | Marc Leishman              | AUS Austrália       | 43              |
| 19      | Christiaan Bezuidenhout    | RSA África do Sul   | 46              |
| 20      | Kim Si-woo                 | KOR Coreia do Sul   | 49              |
| 21      | Carlos Ortiz               | MEX México          | 53              |
| 22      | Mackenzie Hughes           | CAN Canadá          | 63              |
| 23      | Sebastián Muñoz            | COL Colômbia        | 67              |
| 24      | Guido Migliozzi            | ITA Itália          | 72              |
| 25      | Rikuya Hoshino             | JPN Japão           | 76              |
| 26      | Antoine Rozner             | FRA França          | 78              |
| 27      | Thomas Detry               | BEL Bélgica         | 94              |
| 28      | Alex Norén                 | SWE Suécia          | 95              |
| 29      | Thomas Pieters             | BEL Bélgica         | 107             |
| 30      | Kalle Samooja              | FIN Finlândia       | 117             |
| 31      | Matthias Schwab            | AUT Áustria         | 118             |
| 32      | Rasmus Højgaard            | DEN Dinamarca       | 121             |
| 33      | Sami Välimäki              | FIN Finlândia       | 122             |
| 34      | Jazz Janewattananond       | THA Tailândia       | 129             |
| 35      | Jhonattan Vegas            | VEN Venezuela       | 130             |
| 36      | Francesco Molinari         | ITA Itália          | 133             |
| 37      | Henrik Norlander           | SWE Suécia          | 136             |
| 38      | Mito Pereira               | CHI Chile           | 146             |
| 39      | Adri Arnaus                | ESP Espanha         | 147             |
| 40      | Joachim B. Hansen          | DEN Dinamarca       | 151             |
| 41      | Rory Sabbatini             | SVK Eslováquia      | 167             |
| 42      | Sepp Straka                | AUT Áustria         | 174             |
| 43      | Ryan Fox                   | NZL Nova Zelândia   | 178             |
| 44      | Pan Cheng-tsung            | TPE Taipé Chinês    | 181             |
| 45      | Romain Langasque           | FRA França          | 186             |
| 46      | Adrian Meronk              | POL Polônia         | 189             |
| 47      | Maximilian Kieffer         | GER Alemanha        | 193             |
| 48      | Juvic Pagunsan             | PHI Filipinas       | 216             |
| 49      | Ondřej Lieser              | CZE República Checa | 231             |
| 50      | Scott Vincent              | ZIM Zimbabwe        | 239             |
| 51      | Gunn Charoenkul            | THA Tailândia       | 259             |
| 52      | Hurly Long                 | GER Alemanha        | 263             |
| 53      | Fabrizio Zanotti           | PAR Paraguai        | 280             |
| 54      | Rafael Campos              | PUR Porto Rico      | 281             |
| 55      | Gavin Green                | MAS Malásia         | 286             |
| 56      | Yuan Yechun                | CHN China           | 291             |
| 57      | Kristian Krogh Johannessen | NOR Noruega         | 292             |
| 58      | Wu Ashun                   | CHN China           | 315             |
| 59      | Anirban Lahiri             | IND Índia           | 340             |
| 60      | Udayan Mane                | IND Índia           | 356             |

Os seguintes atletas retiraram seus nomes de possibilidade de qualificação (ranking mundial listado de 20 de junho)):
- Dustin Johnson (2) dos Estados Unidos[5][6]
- Sergio García (48) e Rafa Cabrera-Bello (140) da Espanha[6][7]
- Adam Scott (41) da Austrália[6][8]
- Bernd Wiesberger (54) da Áustria[6][9]
- Danny Lee (191) da Nova Zelândia[10]
- Louis Oosthuizen (12) da África do Sul[6][11]
- Martin Kaymer (99) e Stephan Jäger (114) da Alemanha[6][12]
- Tyrrell Hatton (11), Matthew Fitzpatrick (21) e Lee Westwood (27) da Grã-Bretanha[6][11]
- Camilo Villegas (225) da Colômbia[13]
- Emiliano Grillo (74) da Argentina[14]
- Victor Perez (37) da França[15]

Adicionalmente, o Comité Olímpico Nacional Holandês não permitiu a participação de Joost Luiten (177) e Wil Besseling (221), já que exige que os participantes da nação estejam entre os 100 melhores do ranking mundial.

#### Qualificação por nação
| Américas (14)          | Europa (27)             | Oceania (3)           | Ásia (13)            | África (3)            |
| ---------------------- | ----------------------- | --------------------- | -------------------- | --------------------- |
| CAN Canadá (2)         | AUT Áustria (2)         | AUS Austrália (2)     | CHN China (2)        | RSA África do Sul (2) |
| CHI Chile (2)          | BEL Bélgica (2)         | NZL Nova Zelândia (1) | TPE Taipé Chinês (1) | ZIM Zimbabwe (1)      |
| COL Colômbia (1)       | CZE República Checa (1) |                       | IND Índia (2)        |                       |
| MEX México (2)         | DEN Dinamarca (2)       | JPN Japão (2)         |                      |                       |
| PAR Paraguai (1)       | FIN Finlândia (2)       | MAS Malásia (1)       |                      |                       |
| PUR Porto Rico (1)     | FRA França (2)          | PHI Filipinas (1)     |                      |                       |
| USA Estados Unidos (4) | GER Alemanha (2)        | KOR Coreia do Sul (2) |                      |                       |
| VEN Venezuela (1)      | GBR Grã-Bretanha (2)    | THA Tailândia (2)     |                      |                       |
|                        | IRL Irlanda (2)         |                       |                      |                       |
| ITA Itália (2)         |                         |                       |                      |                       |
| NOR Noruega (2)        |                         |                       |                      |                       |
| POL Polônia (1)        |                         |                       |                      |                       |
| SVK Eslováquia (1)     |                         |                       |                      |                       |
| ESP Espanha (2)        |                         |                       |                      |                       |
| SWE Suécia (2)         |                         |                       |                      |                       |

Source: 

### Feminino
O ranking final de qualificação feminina foi liberado em 29 de junho de 2021.
| Posição | Nome                      | Nação               | Ranking mundial |
| ------- | ------------------------- | ------------------- | --------------- |
| 1       | Nelly Korda               | USA Estados Unidos  | 1               |
| 2       | Ko Jin-young              | KOR Coreia do Sul   | 2               |
| 3       | Inbee Park                | KOR Coreia do Sul   | 3               |
| 4       | Kim Sei-young             | KOR Coreia do Sul   | 4               |
| 5       | Danielle Kang             | USA Estados Unidos  | 5               |
| 6       | Kim Hyo-joo               | KOR Coreia do Sul   | 6               |
| 7       | Brooke Henderson          | CAN Canadá          | 7               |
| 8       | Yuka Saso                 | PHI Filipinas       | 8               |
| 9       | Lexi Thompson             | USA Estados Unidos  | 9               |
| 10      | Lydia Ko                  | NZL Nova Zelândia   | 10              |
| 11      | Nasa Hataoka              | JPN Japão           | 11              |
| 12      | Patty Tavatanakit         | THA Tailândia       | 12              |
| 13      | Jessica Korda             | USA Estados Unidos  | 13              |
| 14      | Minjee Lee                | AUS Austrália       | 14              |
| 15      | Hannah Green              | AUS Austrália       | 15              |
| 16      | Shanshan Feng             | CHN China           | 19              |
| 17      | Ariya Jutanugarn          | THA Tailândia       | 21              |
| 18      | Sophia Popov              | GER Alemanha        | 23              |
| 19      | Mone Inami                | JPN Japão           | 27              |
| 20      | Carlota Ciganda           | ESP Espanha         | 32              |
| 21      | Mel Reid                  | GBR Grã-Bretanha    | 38              |
| 22      | Anna Nordqvist            | SWE Suécia          | 49              |
| 23      | Nanna Koerstz Madsen      | DEN Dinamarca       | 52              |
| 24      | Céline Boutier            | FRA França          | 58              |
| 25      | Leona Maguire             | IRL Irlanda         | 60              |
| 26      | Lin Xiyu                  | CHN China           | 62              |
| 27      | Gaby López                | MEX México          | 64              |
| 28      | Caroline Masson           | GER Alemanha        | 68              |
| 29      | Emily Kristine Pedersen   | DEN Dinamarca       | 69              |
| 30      | Madelene Sagström         | SWE Suécia          | 72              |
| 31      | Matilda Castren           | FIN Finlândia       | 74              |
| 32      | Ashleigh Buhai            | RSA África do Sul   | 76              |
| 33      | Hsu Wei-ling              | TPE Taipé Chinês    | 78              |
| 34      | Azahara Muñoz             | ESP Espanha         | 84              |
| 35      | Jodi Ewart Shadoff        | GBR Grã-Bretanha    | 86              |
| 36      | Giulia Molinaro           | ITA Itália          | 98              |
| 37      | Perrine Delacour          | FRA França          | 101             |
| 38      | Stephanie Meadow          | IRL Irlanda         | 122             |
| 39      | Min Lee                   | TPE Taipé Chinês    | 130             |
| 40      | Anne van Dam              | NED Países Baixos   | 133             |
| 41      | Alena Sharp               | CAN Canadá          | 136             |
| 42      | Kelly Tan                 | MAS Malásia         | 154             |
| 43      | Albane Valenzuela         | SUI Suíça           | 163             |
| 44      | Bianca Pagdanganan        | PHI Filipinas       | 165             |
| 45      | Aditi Ashok               | IND Índia           | 178             |
| 46      | María Fassi               | MEX México          | 180             |
| 47      | Maria Fernanda Torres     | PUR Porto Rico      | 185             |
| 48      | Tiffany Chan              | HKG Hong Kong       | 218             |
| 49      | Sanna Nuutinen            | FIN Finlândia       | 232             |
| 50      | Marianne Skarpnord        | NOR Noruega         | 265             |
| 51      | Klára Spilková            | CZE República Checa | 276             |
| 52      | Manon De Roey             | BEL Bélgica         | 278             |
| 53      | Christine Wolf            | AUT Áustria         | 288             |
| 54      | Pia Babnik                | SLO Eslovênia       | 301             |
| 55      | Mariajo Uribe             | COL Colômbia        | 306             |
| 56      | Daniela Darquea           | ECU Equador         | 349             |
| 57      | Magdalena Simmermacher    | ARG Argentina       | 399             |
| 58      | Lucrezia Colombotto Rosso | ITA Itália          | 405             |
| 59      | Maha Haddioui             | MAR Marrocos        | 418             |
| 60      | Tonje Daffinrud           | NOR Noruega         | 419             |

As seguintes atletas removeram seus nomes da possibilidade de qualificação (ranking mundial listado de 28 de junho):
- Charley Hull (41) e Georgia Hall (51) da Grã-Bretanha[18]
- Lee-Anne Pace (209) da África do Sul[19]
- Morgane Métraux (353) da Suíça

#### Qualificação por país
| Américas (12)          | Europa (26)             | Oceania (3)           | Ásia (17)            | África (2)            |
| ---------------------- | ----------------------- | --------------------- | -------------------- | --------------------- |
| ARG Argentina (1)      | AUT Áustria (1)         | AUS Austrália (2)     | CHN China (2)        | MAR Marrocos (1)      |
| CAN Canadá (2)         | BEL Bélgica (1)         | NZL Nova Zelândia (1) | TPE Taipé Chinês (2) | RSA África do Sul (1) |
| COL Colômbia (1)       | CZE República Checa (1) |                       | HKG Hong Kong (1)    |                       |
| ECU Equador (1)        | DEN Dinamarca (2)       | IND Índia (1)         |                      |                       |
| MEX México (2)         | FIN Finlândia (2)       | JPN Japão (2)         |                      |                       |
| PUR Porto Rico (1)     | FRA França (2)          | MAS Malásia (1)       |                      |                       |
| USA Estados Unidos (4) | GER Alemanha (2)        | PHI Filipinas (2)     |                      |                       |
|                        | GBR Grã-Bretanha (2)    | KOR Coreia do Sul (4) |                      |                       |
| IRL Irlanda (2)        | THA Tailândia (2)       |                       |                      |                       |
| ITA Itália (2)         |                         |                       |                      |                       |
| NED Países Baixos (1)  |                         |                       |                      |                       |
| NOR Noruega (2)        |                         |                       |                      |                       |
| SLO Eslovênia (1)      |                         |                       |                      |                       |
| ESP Espanha (2)        |                         |                       |                      |                       |
| SWE Suécia (2)         |                         |                       |                      |                       |
| SUI Suíça (1)          |                         |                       |                      |                       |